# .us

.us為美國國家及地區頂級域（ccTLD）的域名。
註冊.us域名稱須符合以下條件：
1. 任何美國公民或居民
2. 任何美國實體，如組織或公司。
3. 美國境內任何國外實體，如組織或公司。

為了確保各個域名符合以上三條規則，NeuStar會頻繁地抽查（spot checks）各個域名的註冊資訊。因此.us域名的whois資訊無法隱藏，且注册者必须提供完整的联系方式。

## 外部連結
- .us Domain Registry（页面存档备份，存于）
- IANA .us whois information（页面存档备份，存于）
- Management of .us Domain Name (U.S. Department of Commerce)（页面存档备份，存于）
- usTLD Nexus Requirements（页面存档备份，存于） - Requirements for registrants of .us domains, Portable Document Format
- Kids.us Content Policies
- RFC 1480: The US Domain (June 1993)